# Jurij Tyerentyjevics Lobanov
Jurij Tyerentyjevics Lobanov, oroszul: Юрий Терентьевич Лобанов (Dusanbe, 1952. szeptember 29. – Moszkva, 2017. május 1.) olimpiai bajnok szovjet-tádzsik kenus.

## Pályafutása
Az 1972-es müncheni olimpián aranyérmet szerzett Vladas Česiūnas-szal kenu kettes 1000 méteres versenyszámban. Nyolc év múlva a moszkvai olimpián Vaszil Jurcsenko-val ugyanebben a versenyszámban bronzérmes lett. 1971 és 1979 között a világbajnokságokon tíz arany- és két-két ezüst- illetve bronzérmet szerzett.

## Sikerei, díjai
- Olimpiai játékok – C-2 1000 m
  - aranyérmes: 1972, München
  - bronzérmes: 1980, Moszkva
- Világbajnokság
  - aranyérmes (10): 1973 (C-2 10000 m), 1974 (C-2 500 m, C-2 1000 m és C-2 10000 m), 1975 (C-2 500 m és C-2 10000 m), 1977 (C-2 1000 és C-2 10000 m), 1979 (C-2 1000 és C-2 10000 m)
  - ezüstérmes (2): 1971 (C-2 500 m), 1973 (C-2 1000 m)
  - bronzérmes (2): 1977 (C-2 500 m), 1978 (C-2 1000 m)